# Pietra de' Giorgi
Pietra de' Giorgi är en ort och kommun i provinsen Pavia i regionen Lombardiet i Italien. Kommunen hade 835 invånare (2018).